# Martinus Smiglecius
Martinus Smiglecius (o Martinus Leopolitanus, (in polacco Marcin Śmiglecki, in lituano Martynas Smigleckis;; Leopoli, 11 novembre 1564 – Kalisz, 26 luglio 1618) è stato un filosofo polacco e logico gesuita noto per la sua erudita Logica scolastica.

## Vita
Nacque il 11 novembre 1564 a Leopoli nel Regno di Polonia. Adottò dapprima il cognome Lwowczyk, o Leopolitanus, per poi usare il nome di Smiglecius (dal nome della città di Śmigiel, da cui ebbe origine la sua famiglia). Frequentò la scuola dei Gesuiti a Pułtusk e fino al 1586 studiò a Roma, dove entrò a far parte dell'ordine dei Gesuiti nel 1581. La sua educazione fu finanziata dall'eminente statista polacco Jan Zamojski. Conseguì una laurea in filosofia e un dottorato in teologia presso l'Accademia di Vilnius, dove insegnò filosofia e teologia.
Nel 1599 partecipò a una disputa pubblica con i protestanti Marcin Janicki e Daniel Mikołajewski. Essa fu riportata da Martin Grazian Gertich.
Trascorse gli ultimi 20 anni della sua vita insegnando nei collegi di Pułtusk, Poznań, Cracovia e Kalisz. Morì a Kalisz il 26 o 28 luglio 1618.

## Pubblicazioni
Le sue opere principali includono:
- De fenore et contractu redimibili, censibus, quaestu communi, conductionibus, locationibus et monopolio brevis doctrina, pubblicato la prima volta in polacco come O Lichwie (Sull'usura ) (Vilnius, 1596)[6][8]
- Nodus Gordius sive de Vocatione Ministrorum disputatio (Cracovia, 1609)
- Nova monstra novi Arianismi (Nissae, 1612)
- Logica (Ingolstadt, 1618)

## LaLogica
La "Logica" di Smiglecius, pubblicata per la prima volta nel 1618 a Ingolstadt, fu ristampata più volte, in particolare a Oxford nel 1634, 1638 e 1658. Come autore di libri di testo, la sua reputazione è sopravvissuta nel poema satirico The Logicians Refuted, attribuito sia a Jonathan Swift che a Oliver Goldsmith. Samuel Johnson, scrivendo nel 1751 come corrispondente fittizio in The Rambler, affermò che da studente "dormiva ogni notte con Smiglecius sul cuscino".

## Opinioni
In una famosa polemica dell'epoca, Smiglecius si schierò con Benedetto Pereira contro Giuseppe Biancani. Il problema era lo status della dimostrazione matematica in fisica, dove Pereira negava alle dimostrazioni matematiche un valore di certezza.